# Eiderenten

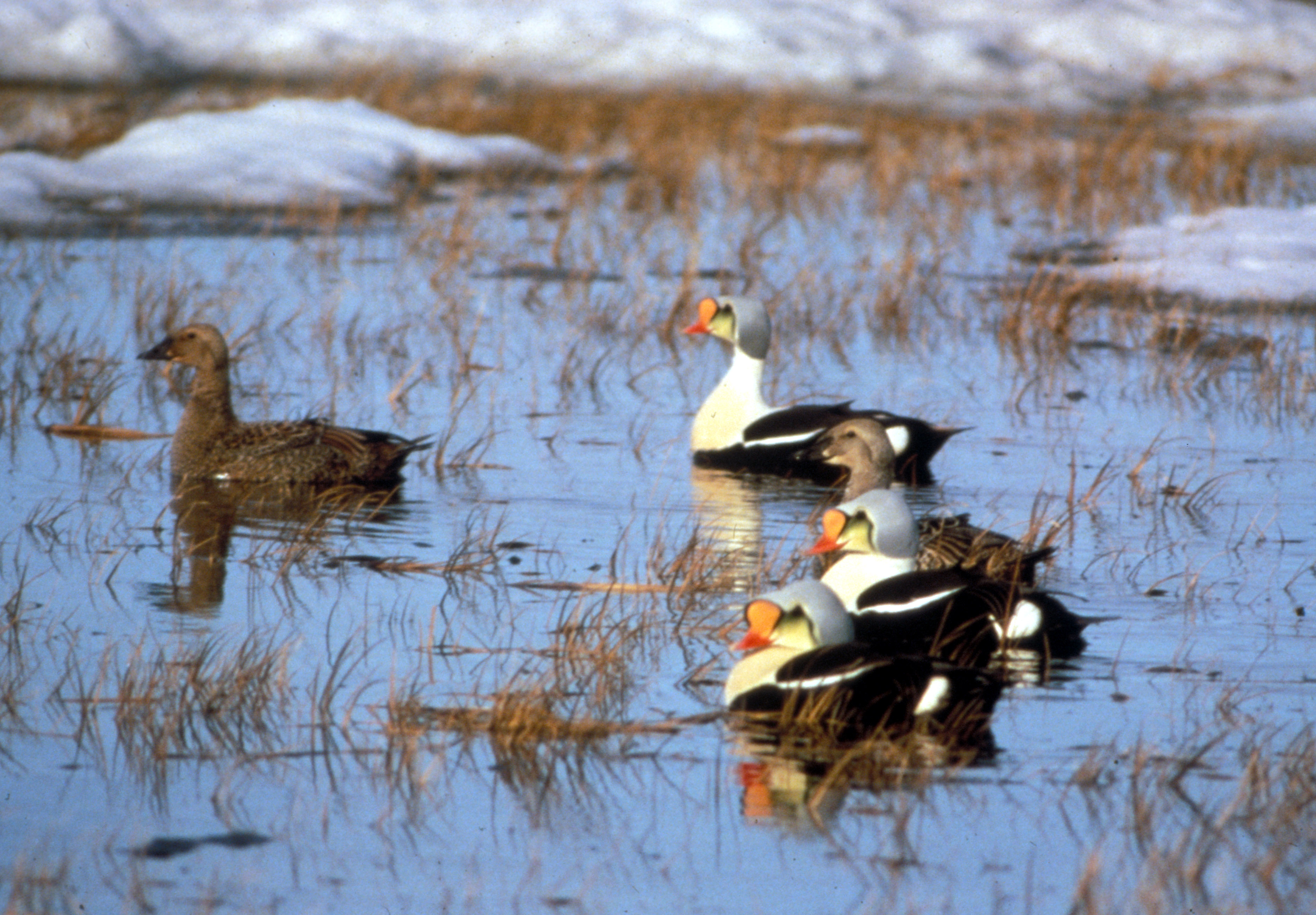
Prachteiderenten (Somateria spectabilis) sind Brutvögel der Hocharktis.

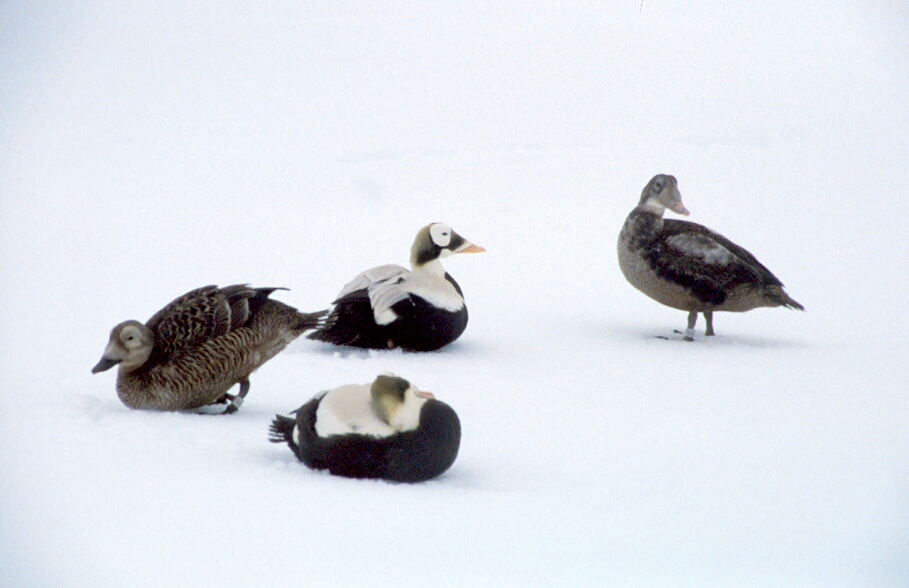
Die Plüschkopfente (Somateria fischeri) ist in Nordsibirien und Nordalaska beheimatet.

Die Eiderenten sind die Arten der Vogelgattung Somateria in der Familie der Entenvögel (Anatidae). Die deutschsprachige Bezeichnung dieser Gattung bürgerte sich durch den Handel mit Daunen der Eiderente, der vermutlich bekanntesten Vertreterin dieser Gattung, ein. Eiderdaunen gelten als ein Material mit sehr guter Wärmedämmung und wurden insbesondere für das Füllen von Bettdecken verwendet. Bis heute werden auf Island Eiderdaunen kommerziell geerntet und verarbeitet. Über lange Zeit waren Eiderdaunen eines der wichtigsten Exportgüter dieser Insel. Sowohl die Bezeichnung für den Vogel als auch seine Federn (Eiderdaunen) sind dem isländischen æðr entlehnt.

## Beschreibung
Es handelt sich um große, auf dem Land plumpe und schwerfällige Enten. Der keilförmige Schnabel trägt bei zwei der drei Arten einen Frontalfortsatz. Der Geschlechtsdimorphismus ist besonders in der Färbung erheblich. Die Erpel haben im Prachtkleid eine grüne Färbung am Kopf, einen schwarzen Bauch und eine überwiegend weiße Oberseite. Im Ruhekleid dagegen sind sie schwarzbraun wie die Weibchen.
Unter den Entenvögeln sind die Eiderenten die Gattung, die sich am meisten einem Leben auf dem Meer angepasst hat. Nichtbrütende Vögel leben ausschließlich auf dem Meer.

## Verbreitung und Lebensweise
Eiderenten kommen in den nördlichen Küstenbereichen der Holarktis vor. Im Winter ziehen sie nach Süden in eisfreie Gewässer. Sie leben im Allgemeinen in Küstennähe und tauchen nach Muscheln, Krabben, Krebsen und anderen Kleintieren. Sie sind gute Schwimmer und Taucher, denen selbst starker Seegang wenig ausmacht.

## Arten
Die Gattung besteht aus drei Arten:
- Eiderenten (Somateria)
  - Plüschkopfente (Somateria fischeri)
  - Prachteiderente (Somateria spectabilis)
  - Eiderente (Somateria mollissima)

## Belege

### Einzelbelege
1. ↑   Sale, S. 115
2. ↑  Kluge, Etymologisches Wörterbuch, Eintrag "Eider"
3. ↑   Sale, S. 116